# Плодопитомник (Оренбургская область)
Плодопито́мник — посёлок в Ташлинском районе Оренбургской области. Входит в состав Ташлинского сельсовета.

## География
Посёлок находится на расстоянии менее 2 км к северо-востоку от села Ташла, административного центра района.

### Часовой пояс
Посёлок Плодопитомник, как и вся Оренбургская область, находится в часовой зоне МСК+2. Смещение применяемого времени относительно UTC составляет +5:00.

## Население
| 2010 | 2021 |
| ---- | ---- |
| 119  | ↘108 |

### Национальный состав
Согласно результатам переписи 2002 года, в национальной структуре населения русские составляли 81 % из 131 чел.